# Великорогий олень
Великорогий олень, гігантський олень, або ірландський олень (лат. Megaloceros giganteus) — викопний вид оленів роду Megaloceros, один з найбільших оленів, що коли-небудь жили. У плейстоцені його ареал простягався через всю Євразію, від Ірландії (де він відомий за численними рештками, знайденими в болотах) до озера Байкал у Сибіру. Останні відомі рештки цього виду із заходу Росії датуються близько 7700 років тому на основі радіовуглецевого аналізу. Його роги, які могли сягати 3,5 метра у поперечнику, були найбільшими серед усіх відомих оленів. Його найближчими  сучасними родичами є лані (рід Dama).

## Історія вивчення

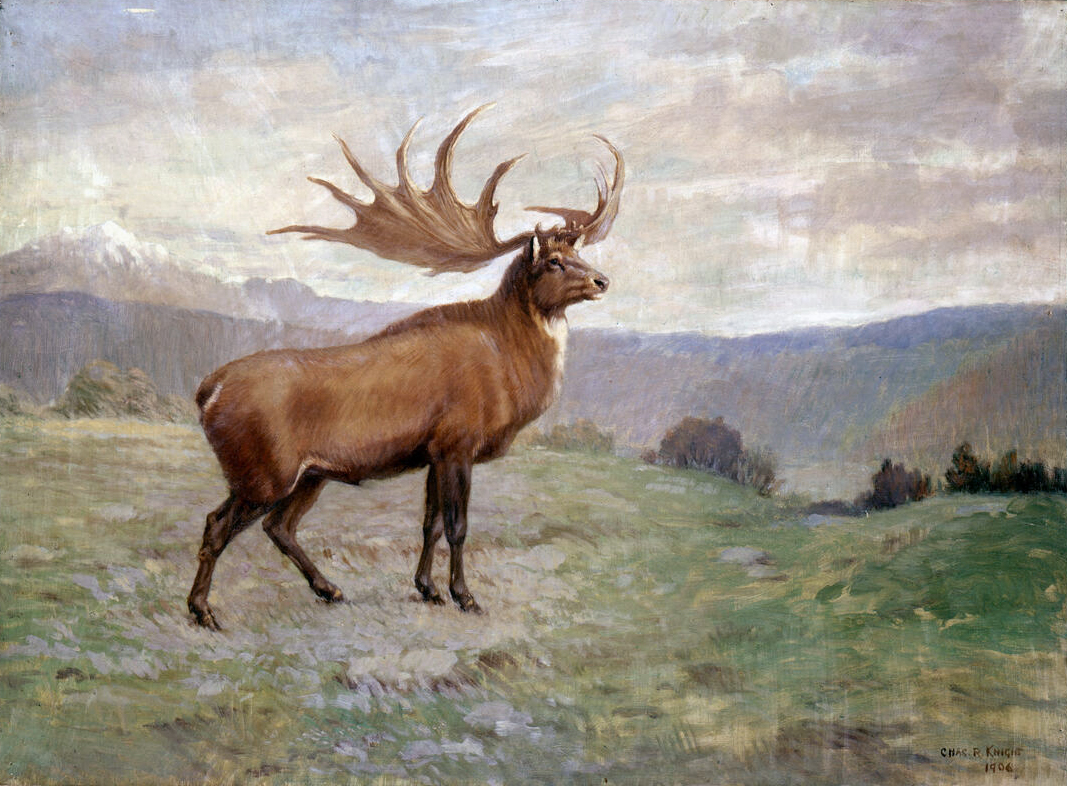
Застаріла реконструкція, 1906 р.

Перші наукові описи решток тварини були зроблені ірландським лікарем Томасом Молінью в 1695 році, який ідентифікував великі роги з Дардістауна — які, очевидно, часто розкопували в Ірландії — як такі, що належать лосям, зробивши висновок, що колись вони були поширені на острові. Рід отримав першу офіційну назву Alce gigantea з описом Йоганна Фрідріха Блюменбаха у його «Handbuch der Natureschichte» у 1799 році. Alce — це варіант Alces, латинської назви лося. Оригінальний опис Alce gigantea, зроблений Блюменбахом, містить досить скупу інформацію про цей вид, вказуючи лише, що цей вид «викопного лося» походить саме з Ірландії та характеризується величезними розмірами тіла.
Згідно з Блюменбахом, відстань між вершинами рогів гігантського оленя може досягати близько 4,4 м. Ця особливість, згадана Блюменбахом, дозволила Роману Кройтору ідентифікувати типовий зразок гігантського оленя, який вперше був зображений і описаний в книзі Томаса Райта «Louthiana».
Голотип Megaloceros giganteus (Blumenbach, 1799) — це добре збережений череп самця з надзвичайно великими рогами, знайдений в околицях Данліра (графство Лаут, Ірландія). Типовий зразок гігантського оленя наразі виставлений у замку Барміт, де його вперше побачив і описав Томас Райт.

## Опис

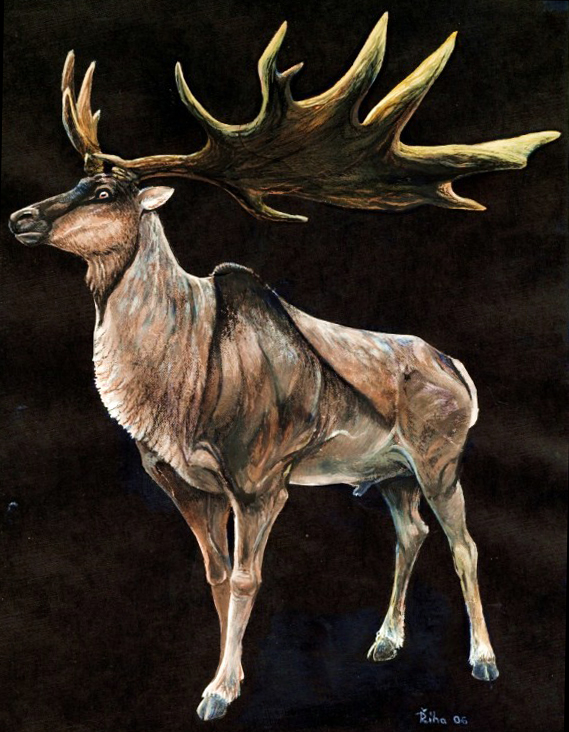
Художня реконструкція

Великорогий олень сягав близько 2 м заввишки у плечах, і мав великі плоскі та широкі роги, найбільші з усіх відомих оленів. Найбільші екземпляри цих рогів сягали понад 3,5 м від кінчика до кінчика (хоча екземпляри, що перевищують 3 метри у поперечнику зустрічаються рідко) і вагою 40 кг. Його роги значно більші, ніж у сучасних лосів, і в середньому більш ніж удвічі перевищують їх за об'ємом. За розміром тіла, приблизно 450—700 кг або більше, ірландський олень був найважчим з відомих «оленів Старого Світу». Разом з сучасним аляскинським лосем (Alces alces gigas) був третім за величиною відомим оленем, після вимерлих Cervalces latifrons і Cervalces scotti. Форма і розмах рогів значно варіювалися відносно місцевості та періоду існування оленів, що, ймовірно, свідчить про адаптацію деяких популяцій до лісового середовища.
Ймовірно, через відмінності в соціальній структурі, ірландський олень демонструє більш виражений статевий диморфізм, ніж лось — самці ірландського оленя помітно більші за самок. Вага самців гігантського оленя могла коливатися в межах 450—700 кг — 575 кг у середньому. Самки були приблизно на 20 % менші, із середньою вагою 460 кг.

## Середовище існування
Відомий з часів середнього і верхнього плейстоцену північної частини Євразії. Викопні рештки цього виду були знайдені у великій кількості в Ірландії, за що він отримав свою другу назву («ірландський олень»).
Ірландський олень мав великий ареал, що простягався від Атлантичного океану на заході до озера Байкал на сході. Великорогий олень, схоже, не просунувся на північ до відкритого тундростепу Сибіру, та скоріше тримався бореального степово-лісостепового регіону, де переважали поодинокі ялини та сосни, а також низькорослі трави та чагарники, включаючи осоки, ставчаки, полин та лобода. Цей вид мав певну екологічну пластичність, оскільки в інтергляціальні періоди, що передували голоцену, цей вид був присутній у лісистій місцевості Європи в помірному кліматі. У ці часи вид зазвичай мав менш широкі роги, ніж у льодовикові періоди, що, ймовірно, було адаптацією до пересування лісовими масивами.

## Відносини з ранніми людьми

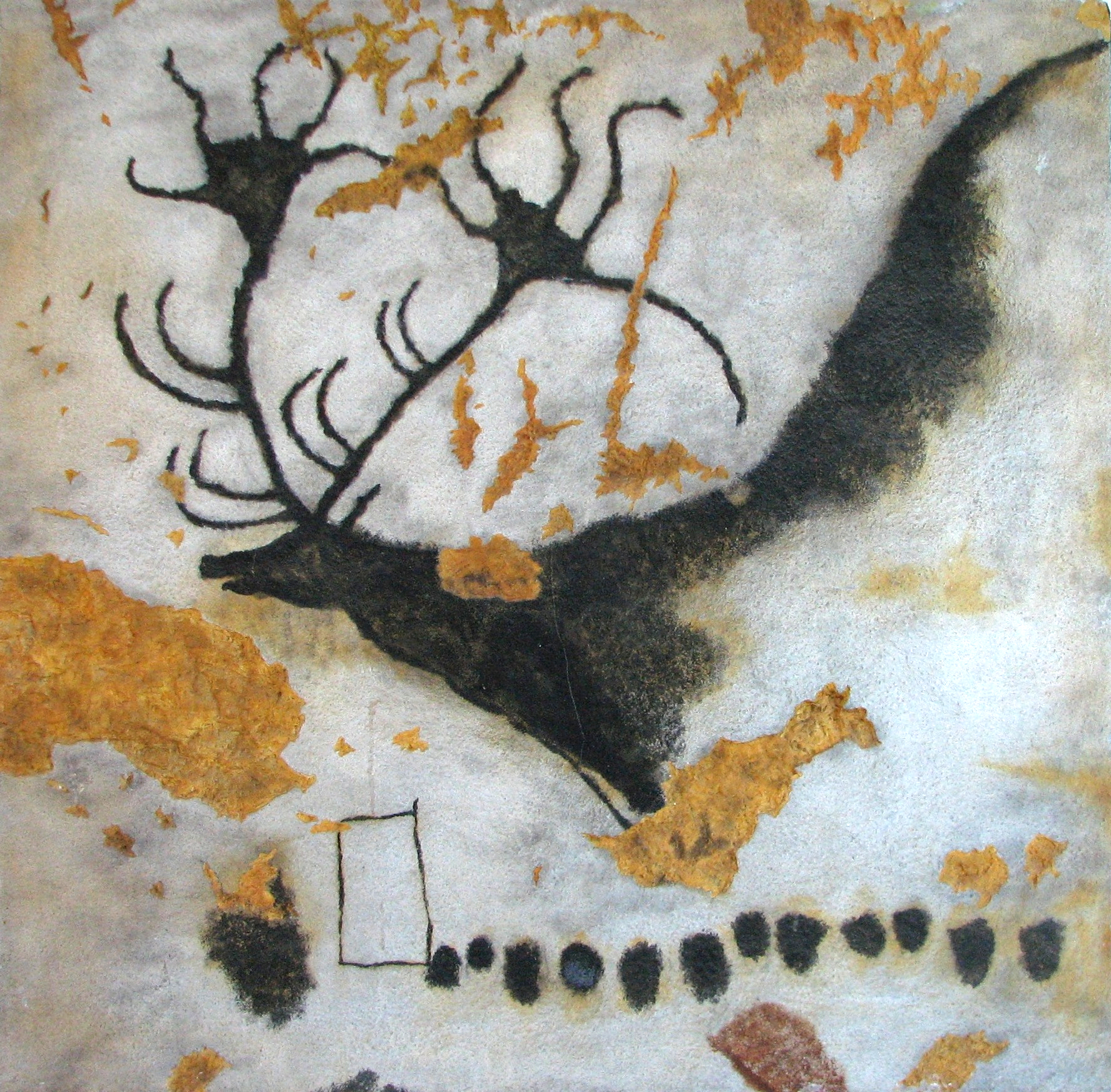
Копія наскельного малюнку з печери Ласко, ~15,000 р. до н.е.

У ряді стоянок середнього палеоліту були знайдені рештки M. giganteus зі слідами порізів, що вказують на те що неандертальці полювали на них. Ці рештки походять з печер Bolomor в Іспанії (180 000 років тому), печер De Nadale і Riparo del Broion на півночі Італії (71—69 000 і 50—44 000 років тому відповідно) та можливо Абрі-дю-Марас на південному сході Франції (55—40 000 років тому). Викопна нижня щелепа з Вихватинців, Молдова, що датується емський ярусом—початком пізнього плейстоцену, має «насічки, зроблені знаряддям праці, на бічній стороні».
З європейського наскельного мистецтва верхнього палеоліту відома невелика кількість зображень ірландського оленя. Однак їх набагато менше, ніж зображень звичайного благородного оленя та північного оленя.

## Причини вимирання

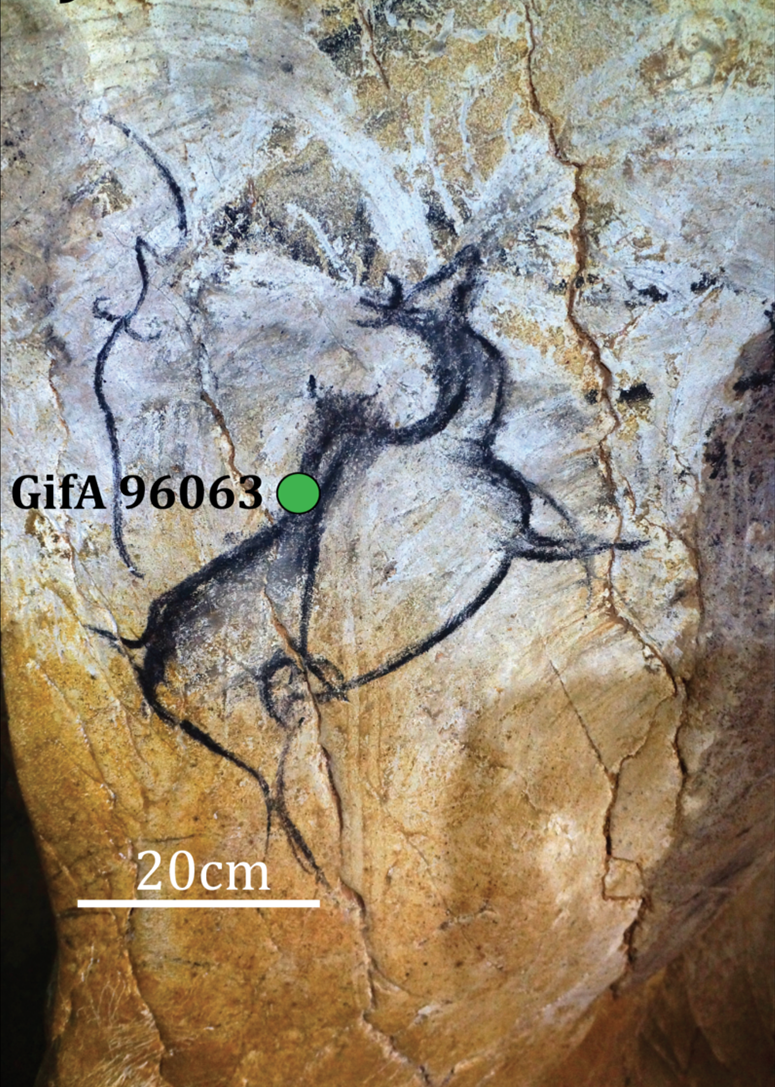
36 000-річний наскельний малюнок ірландського оленя в печері Шове, Франція (крапка вказує на зразок ^{14}C)

За межами Ірландії пізнього плейстоцену рештки великорогого оленя є рідкісними. Це свідчить про те, що вони були рідкісними навіть в тих районах, де вони зустрічалися за життя.
Історично його вимирання пов'язували з обтяжливим розміром рогів, «дезадаптацією», що ускладнювала втечу через ліси для самців, коли їх переслідували мисливці, або ж була занадто витратною енергетично, коли змінився склад рослинності, якої олені живилися. У цих сценаріях статевий відбір оленів з великими рогами з боку самок сприяв би зниженню чисельності. Однак тенденція до зменшення розмірів рогів вже існувала протягом пізнього плейстоцену—голоцену, і тому, можливо, вони не були основною причиною їхнього вимирання.
Розрідження лісів у пізньому плейстоцені та брак високоякісного корму пов'язують зі зменшенням розмірів тіла і рогів гігантського оленя. Таке обмеження ресурсів могло вдвічі знизити рівень фертильності самок. Полювання людей могло витіснити ірландських оленів до неоптимальних кормових угідь.
Вважається, що ареал M. giganteus значною мірою визначався кліматичними умовами. Ареал ірландського оленя, схоже, скоротився під час останнього льодовикового максимуму (ОЛМ), з лише поодинокими зразками 27 500—14 600 років тому, і з повною відсутністю у викопному літописі 23 300—17 500 років тому. Число відомих решток значно зростає під час останнього плейстоценового інтерстадіалу Беллінг-Аллеред (Bølling–Allerød), коли олень, схоже, знову колонізував Північну Європу, з численними рештками у Великій Британії, Ірландії та Данії. Його ареал знову скоротився під час наступного пізнього дріасу, зникнувши з Північної Європи до кінця цього періоду. Дослідження 2021 року встановило, що у M. giganteus спостерігалося прогресуюче зниження різноманітності мітохондріального геному, яке розпочалося приблизно 50 тис. років тому і прискорилося під час ОЛМ.

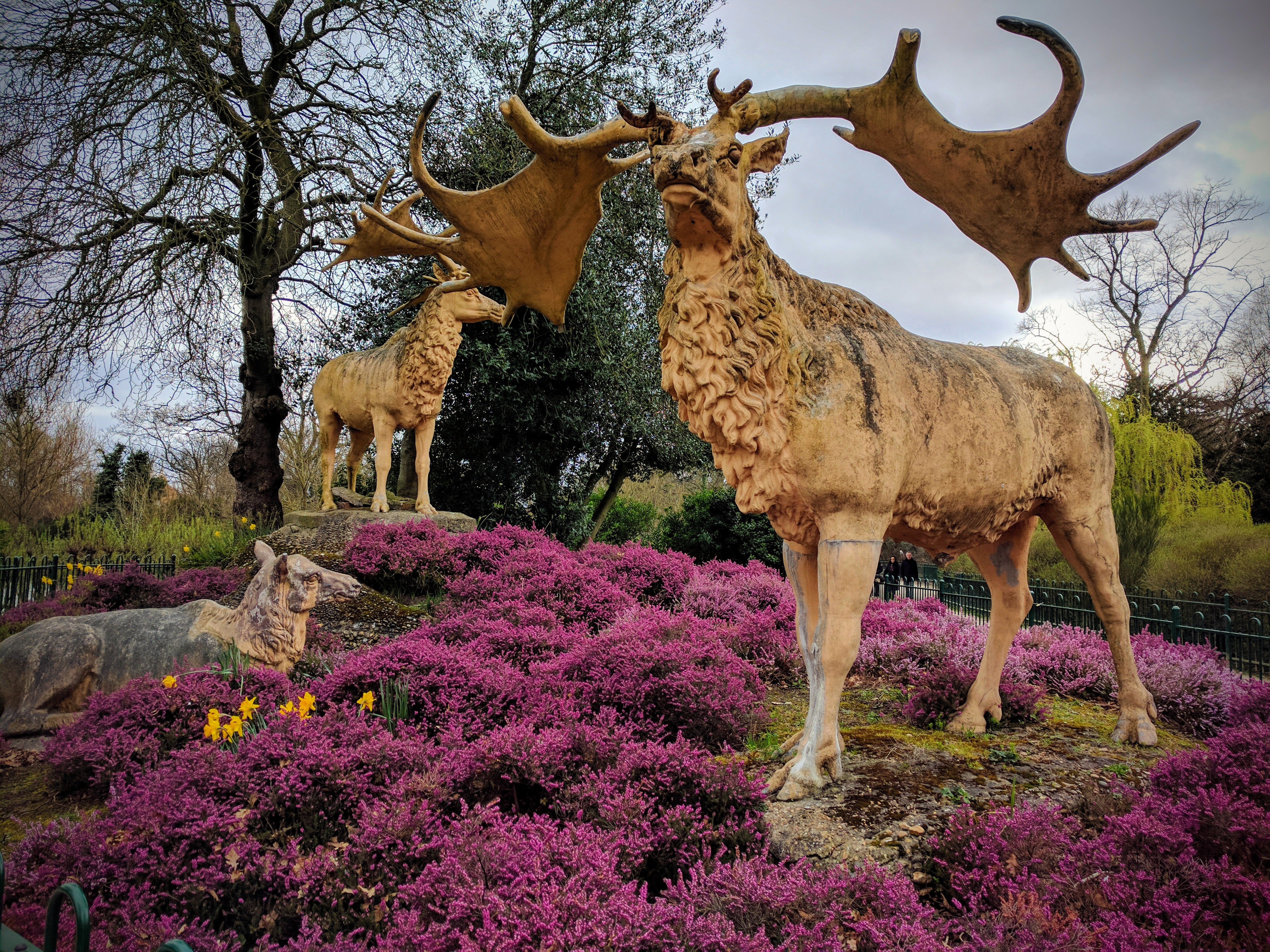
Скульптури

На початку голоцену ареал оленя різко скоротився. Найдавніші знахідки у східній частині ареалу в районі озера Байкал датуються приблизно 10 700—10 400 рр. до нашої ери. Довше всього він зберігся в центральній частині ареалу в європейській частині Росії та Західному Сибіру. Припускається, що його вимиранню сприяли подальші кліматичні зміни, які перетворили його улюблене відкрите середовище існування на непридатні для життя такого масивного оленя густі ліси. Остаточне зникнення могло бути спричинене кількома факторами як на континентальному, так і на регіональному рівні, включаючи зміну клімату та полювання. Наймолодші знахідки в цьому регіоні з Комишлова, Західний Сибір, та Малоархангельська в Орловській області Росії датуються приблизно 7700—7600 роками тому. Припускається, що вид, ймовірно, вимер невдовзі після цього часу. Досліджуючи вимирання ірландського оленя, Лістер і Стюарт дійшли висновку, що «очевидно, що фактори навколишнього середовища, накопичуючись протягом тисячоліть, зменшили популяцію гігантського оленя до вкрай вразливого стану. У цій ситуації навіть відносно низький рівень полювання з боку невеликих людських популяцій міг сприяти його вимиранню».